# Шталаг 308 VIII-E Нойхаммер
Шталаг VIII E (308) (полное наименование нем. Kriegsgefangenen Mannsschtatsstammlager, июнь 1941 − апрель 1942) — немецкий лагерь для военнопленных времён Второй мировой войны. Располагался в городке Нойхаммер (нем. Neuhammer am Queis), после Второй мировой войны город вошёл в состав Польши и получил название Свентошув.

## История
Лагерь был построен в сентябре 1939 года. Вначале в нём размещались польские военнопленные. В мае 1940 года к ним присоединились французские военнопленные. В 1941 году они были переведены в другие лагеря.
Шталаг 308 (VIII E) Нойхаммер упоминается в оперативном приказе № 9 начальника гестапо и СД от 21 июля 1941 года в перечне лагерей для деятельности айнзатцкоманд СС на территории Германии. Выявление и отбор «нежелательных русских» проводился полицейским управлением г. Бреслау, и «неблагонадёжные» переводились в концлагеря Гросс-Розен и Аушвиц (Освенцим).
По воспоминаниям узников лагеря, уже с сентября 1941 года по ночам было очень холодно.
Спасаясь от холода, заключённые пытались спрятаться в единственном здании на обнесённой колючей проволокой открытой территории содержания военнопленных — бетонной уборной. В помещение уборной набивалось всего несколько десятков пленных, буквально «как сельди в бочке», которые из-за невероятной тесноты могли находиться там лишь стоя и в таком положении спали, согревая друг друга. Из-за тесноты было сложно упасть, но были и те, кто по тем или иным причинам всё же падал (от общей слабости или стискивания толпой), но это была верная смерть. Несмотря на это, места на ночь в уборной захватывались ещё днём.
Остальным приходилось выкапывать на территории ямы в земле на 2−3 человека, чтобы можно было сидеть в них, прижавшись друг к другу, и накрывались шинелями или пальто (у кого было).
Однако, почти ежедневно администрация лагеря устраивала «развлечения»: охранники перебрасывали руками через колючую проволоку в толпу голодных людей брюкву, бывшую практически единственным питанием. Причём, подобная «раздача пищи» осуществлялась всякий раз в разных местах и в разное время. Потерявшие от голода и холода разум тысячи людей метались по лагерю от одного места переброса к другому, набрасываясь на брюкву. При этом очень много ям, в которых сидели укрывавшиеся от холода люди, в таких случаях затаптывались обезумевшей толпой узников и сидевшие в ямах погибали. При этом на месте различных заторов и падения брюквы образовывались трудновообразимые свалки людей, которые, в том числе, пытались отбить друг у друга пищу, после чего на этих местах оставались десятки трупов и сотни покалеченных, а бугристые от ям участки местности превращались в ровные поля с торчавшими из ям вверх руками, ногами, туловищами тех, кто не успевал выбраться из ям и был в них затоптан. Несмотря на это, холод всё равно заставлял людей откапывать себе новые ямы.
Среди заключённых ходили слухи о людоедстве.
По другим воспоминаниям, в октябре 1941 в лагере кормили один раз в сутки супом из брюквы и шпината  с неочищенной картошкой и 150 граммов хлеба. Несмотря на это, каждое утро на фургонах вывозили по 200 человек мертвецов.
Советская армия освободила лагерь 15 февраля 1945 года. 
На памятном камне написано, что в шталаге 308 погибло 20 000 пленных русских солдат, а, по свидетельству очевидцев, более 50 000 пленных красноармейцев.